# Giorgio Guglielmo di Schaumburg-Lippe
Giorgio Guglielmo di Schaumburg-Lippe (Bückeburg, 20 dicembre 1784 – Bückeburg, 21 novembre 1860) è stato conte e successivamente principe di Schaumburg-Lippe.

## Biografia
Giorgio Guglielmo nacque a Bückeburg, figlio di Filippo II di Schaumburg-Lippe e della sua seconda moglie, la principessa Giuliana d'Assia-Philippsthal (1761-1799).
Egli succedette al padre come Conte il 13 febbraio 1787, ma a causa della sua giovane età, la madre dovette svolgere per lui il ruolo di reggente. Affiancata da Giovanni Ludovico di Wallmoden-Gimborn, un figlio naturale di Giorgio II del Regno Unito e una sorta di plenipotenziario del di lui successore Giorgio III del Regno Unito, nell'Elettorato di Hannover.
Successivamente il langravio Guglielmo IX d'Assia-Kassel invase lo Schaumburg-Lippe, occupando tutta la contea eccetto Wilhelmstein. L'invasione era dovuta al fatto che il Langravio d'Assia-Kassel si riteneva il legittimo erede di Schaumburg-Lippe, in quanto si reputava parente morganatico della principessa Giuliana, attuale reggente. La Corte Imperiale di Vienna optò, comunque, per rispettare i diritti di successione di Giorgio Guglielmo ed ordinò al Langravio Guglielmo IX di ritirare le proprie truppe, cosa che fece dopo due mesi di occupazione.
Schaumburg-Lippe aderì alla Confederazione del Reno il 15 dicembre 1807 e venne elevato a principato con Giorgio Guglielmo che divenne il primo Principe di Schaumburg-Lippe. Nel 1815 Schaumburg-Lippe aderì alla Confederazione Germanica. Giorgio Guglielmo morì a Bückeburg e gli succedette nel principato il figlio Adolfo.

## Matrimonio e figli
Giorgio Guglielmo si sposò il 23 giugno 1816 a Arolsen con la principessa Ida di Waldeck e Pyrmont (1796-1869), dalla quale ebbe i seguenti eredi:
- Adolfo Giorgio (1817-1893), sposò la principessa Erminia di Waldeck e Pyrmont
- Matilde Augusta (1818-1891), sposò il duca Eugenio di Württemberg
- Adelaide Cristina (1821-1899), sposò il principe Federico di Schleswig-Holstein-Sonderburg-Glücksburg
- Ernesto Augusto (1822-1831)
- Ida Maria Augusta (1824-1894)
- Emma Augusta (1827-1828)
- Guglielmo Carlo Augusto (1834-1906), fondatore del ramo della casata di Náchod, sposò la principessa Batilde di Anhalt-Dessau
- Ermanno Ottone (nato e morto nel 1839)
- Elisabetta Guglielmina (1841-1926), sposò il principe Guglielmo di Hanau.

## Ascendenza
|                                                   |                                  |                                                             | Genitori                                                  |  |  | Nonni |  |  | Bisnonni                                  |  |  | Trisnonni                         |  |
|                                                   |                                  |                                                             |                                                           |  |  |       |  |  | 8. Filippo Ernesto I di Lippe-Alverdissen |  |  | 16. Filippo I di Schaumburg-Lippe |  |
|                                                   |                                  |                                                             |                                                           |  |  |       |  |  | 8. Filippo Ernesto I di Lippe-Alverdissen |  |  | 16. Filippo I di Schaumburg-Lippe |  |
|                                                   |                                  | 17. Sofia d'Assia-Kassel                                    |                                                           |  |  |       |  |  | 8. Filippo Ernesto I di Lippe-Alverdissen |  |  |                                   |  |
| 4. Federico Ernesto di Lippe-Alverdissen          |                                  |                                                             |                                                           |  |  |       |  |  | 8. Filippo Ernesto I di Lippe-Alverdissen |  |  |                                   |  |
|                                                   |                                  | 9. Dorotea Amalia di Schleswig-Holstein-Sonderburg-Beck     | 18. Augusto Filippo di Schleswig-Holstein-Sonderburg-Beck |  |  |       |  |  |                                           |  |  |                                   |  |
|                                                   |                                  | 9. Dorotea Amalia di Schleswig-Holstein-Sonderburg-Beck     | 18. Augusto Filippo di Schleswig-Holstein-Sonderburg-Beck |  |  |       |  |  |                                           |  |  |                                   |  |
|                                                   |                                  | 9. Dorotea Amalia di Schleswig-Holstein-Sonderburg-Beck     | 19. Maria Sibilla di Nassau-Saarbrücken                   |  |  |       |  |  |                                           |  |  |                                   |  |
| 2. Filippo II di Schaumburg-Lippe                 |                                  | 9. Dorotea Amalia di Schleswig-Holstein-Sonderburg-Beck     |                                                           |  |  |       |  |  |                                           |  |  |                                   |  |
|                                                   |                                  | 10. Philipp Siegmund von Friesenhausen                      | 20. Johan Christoph von Friesenhausen                     |  |  |       |  |  |                                           |  |  |                                   |  |
|                                                   |                                  | 10. Philipp Siegmund von Friesenhausen                      | 20. Johan Christoph von Friesenhausen                     |  |  |       |  |  |                                           |  |  |                                   |  |
|                                                   |                                  | 10. Philipp Siegmund von Friesenhausen                      | 21. Catharina Huberta von Westfalen                       |  |  |       |  |  |                                           |  |  |                                   |  |
| 5. Elizabeth Philippine von Friesenhausen         |                                  | 10. Philipp Siegmund von Friesenhausen                      |                                                           |  |  |       |  |  |                                           |  |  |                                   |  |
|                                                   |                                  | 11. Sophie Elizabeth von Ditfurth                           | 22. Arnold Ludwig von Ditfurth                            |  |  |       |  |  |                                           |  |  |                                   |  |
|                                                   |                                  | 11. Sophie Elizabeth von Ditfurth                           | 22. Arnold Ludwig von Ditfurth                            |  |  |       |  |  |                                           |  |  |                                   |  |
|                                                   |                                  | 11. Sophie Elizabeth von Ditfurth                           | 23. Margarete Elisabeth von Greussen                      |  |  |       |  |  |                                           |  |  |                                   |  |
| 1. Giorgio Guglielmo di Schaumburg-Lippe          |                                  | 11. Sophie Elizabeth von Ditfurth                           |                                                           |  |  |       |  |  |                                           |  |  |                                   |  |
|                                                   | 12. Carlo I d'Assia-Philippsthal | 24. Filippo d'Assia-Philippsthal                            |                                                           |  |  |       |  |  |                                           |  |  |                                   |  |
|                                                   | 12. Carlo I d'Assia-Philippsthal | 24. Filippo d'Assia-Philippsthal                            |                                                           |  |  |       |  |  |                                           |  |  |                                   |  |
|                                                   | 12. Carlo I d'Assia-Philippsthal | 25. Caterina Amalia di Solms-Laubach                        |                                                           |  |  |       |  |  |                                           |  |  |                                   |  |
| 6. Guglielmo d'Assia-Philippsthal                 | 12. Carlo I d'Assia-Philippsthal |                                                             |                                                           |  |  |       |  |  |                                           |  |  |                                   |  |
|                                                   |                                  | 13. Carolina Cristina di Sassonia-Eisenach                  | 26. Giovanni Guglielmo di Sassonia-Eisenach               |  |  |       |  |  |                                           |  |  |                                   |  |
|                                                   |                                  | 13. Carolina Cristina di Sassonia-Eisenach                  | 26. Giovanni Guglielmo di Sassonia-Eisenach               |  |  |       |  |  |                                           |  |  |                                   |  |
|                                                   |                                  | 13. Carolina Cristina di Sassonia-Eisenach                  | 27. Cristina Giuliana di Baden-Durlach                    |  |  |       |  |  |                                           |  |  |                                   |  |
| 3. Giuliana d'Assia-Philippsthal                  |                                  | 13. Carolina Cristina di Sassonia-Eisenach                  |                                                           |  |  |       |  |  |                                           |  |  |                                   |  |
|                                                   |                                  | 14. Guglielmo d'Assia-Philippsthal-Barchfeld                | 28. Filippo d'Assia-Philippsthal (= 24)                   |  |  |       |  |  |                                           |  |  |                                   |  |
|                                                   |                                  | 14. Guglielmo d'Assia-Philippsthal-Barchfeld                | 28. Filippo d'Assia-Philippsthal (= 24)                   |  |  |       |  |  |                                           |  |  |                                   |  |
|                                                   |                                  | 14. Guglielmo d'Assia-Philippsthal-Barchfeld                | 29. Caterina Amalia di Solms-Laubach (= 25)               |  |  |       |  |  |                                           |  |  |                                   |  |
| 7. Ulrica Eleonora d'Assia-Philippsthal-Barchfeld |                                  | 14. Guglielmo d'Assia-Philippsthal-Barchfeld                |                                                           |  |  |       |  |  |                                           |  |  |                                   |  |
|                                                   |                                  | 15. Carlotta Guglielmina di Anhalt-Bernburg-Schaumburg-Hoym | 30. Lebrecht di Anhalt-Zeitz-Hoym                         |  |  |       |  |  |                                           |  |  |                                   |  |
|                                                   |                                  | 15. Carlotta Guglielmina di Anhalt-Bernburg-Schaumburg-Hoym | 30. Lebrecht di Anhalt-Zeitz-Hoym                         |  |  |       |  |  |                                           |  |  |                                   |  |
|                                                   |                                  | 15. Carlotta Guglielmina di Anhalt-Bernburg-Schaumburg-Hoym | 31. Eberardina Giacoma di Weede                           |  |  |       |  |  |                                           |  |  |                                   |  |
|                                                   |                                  | 15. Carlotta Guglielmina di Anhalt-Bernburg-Schaumburg-Hoym |                                                           |  |  |       |  |  |                                           |  |  |                                   |  |